# Бєляєв Володимир Олександрович (політолог)
Володимир Олександрович Бєляєв (нар. 8 вересня 1952) — радянський і російський політолог, соціолог і політичний діяч. Кандидат філософських наук, доктор політичних наук, професор, академік Російської академії політичних наук, член Президії АПН РТ.

## Біографія
Народився 8 вересня 1952 року в родині акторів.
Закінчив Казанський державний університет.
З 1978 року працював викладачем в Казанському хіміко-технологічному інституті.
У 1979 році у КГУ захистив дисертацію на здобуття наукового ступеня кандидата філософських наук за темою «Соціальні функції науково-виробничої інтелігенції розвинутого соціалістичного суспільства» (спеціальність 09.00.02 — «теорія наукового комунізму»).
З 1988 року — професор і завідувач кафедри наукового комунізму (нині — кафедра соціології, політології та менеджментав) Казанського авіаційного інституту.
У 2000 році отримав звання академіка Російської академії політичних наук (АПН).
У 2001 році став членом Президії АПН РТ.
У 2007 році у КГУ захистив захистив дисертацію на здобуття наукового ступеня доктора політичних наук за темою «Інтелігенція як суб'єкт російського політичного процесу: федеральний і регіональний аспекти» (спеціальність 23.00.02 — «політичні інститути, етнополітична конфліктологія, національні та політичні процеси і технології»).
З 2014 року — керівник групи антикорупційних соціологічних досліджень і висвітлення антикорупційної діяльності в ЗМІ Комісії з протидії корупції КНИТУ-КАЇ.
Опублікував близько 300 наукових монографій, брошур і статей з проблем інтелігенції та політичної еліти. Автор підручників і навчальних посібників з Соціології, Політології, Соціальної стратифікації, Історії політичних вчень, Сучасним соціально-економічним проблемам і інших. Співавтор опублікованих законопроєктів, які проходили наукову, громадську та парламентську експертизу, — Конституції Татарстану, Закону РТ «ПРО мови народів РТ» та ін., багатьох поправок до чинної Конституції РТ.
Володіє англійською мовою.

#### Особисте життя
Одружений, має двох дітей.
Захоплюється літературою і музикою.

### Політична діяльність
У 1988 році виступив в якості одного з засновників Народного фронту Татарської АРСР.
У 1989 р. створив в Татарській партійної організації платформу «Комуністи Татарії за демократію і національне згоду».
У 1990 р. став організатором і співголовою (донині) Багатонаціонального руху Татарстану «Згода», на початку 1990-х рр. колишнього однією з найпопулярніших політичної сил РТ. В умовах, коли керівництво республіки пропонувало одна державна мова (татарський) і фактично виводило РТ зі складу РФ, Бєляєв став автором ідей рівного статусу двох основних мов в РТ і обов'язковості загального навчання їм в дитинстві (але не в рівному часовому обсязі), одночасного підписання пакету з Федерального і двосторонньої (РФ-РТ) договорів Татарстаном, референдуму і переговорів по статусу РТ з РФ при збереженні РТ у складі РФ.
У 1991—1993 роки — член Державної ради Республіки Татарстан.
Коли в 1991 році була створена ДПКР (перетворена в НПСР в 1991 р. і в РСДНП в 1994 р.), створив її Татарстанське відділення у жовтні 1991 р. Входив у федеральний Політрада партії.
У 1992 очолив складається з ряду партій блок Цивільний союз в Татарії, найпопулярнішу тоді політичну силу й заборонену (як і сама партія) після розстрілу Білого дому в 1993 році. Заборона різко звузив можливості і вплив партії. Після розколу з групою Руцького частина РСДНП створила в 1994 з рядом інших партій, фракцій і профспілками СДС.
З 1994 по 2000 року очолює Татарстанське відділення СДС. Входить у федеральний Політрада СДС.
При створенні РОСДП у березні 2000 р. СДС влилася у новостворену партію і до 2001 року Ст. Бєляєв очолює Татарстанське відділення РОСДП і входить в її федеральний Політрада.
При об'єднанні РОСДП і РПСД при виборах керівництва Татарстанській організації на об'єднавчій конференції стався скандал. Представники РПСД відмовилися визнати результати виборів Головою організації Ст. Бєляєва і влаштували бійку, побивши активістів РОСДП. В результаті Татарська організація РОСДП в об'єднану партію Горбачова-Тітова не увійшла.